# ビェルニ
ビェルニ（波: Bieruń、独: Berun）は、南部ポーランドシロンスク県ビェルニ＝レンジニ郡にある、2003年の統計で人口19,642人の都市。
1999年から、シロンスク県に属している。1975年から1998年まではカトウィツェ県に属していた。現在、ビェルニ＝レンジニ郡の郡都である。

## ギャラリー

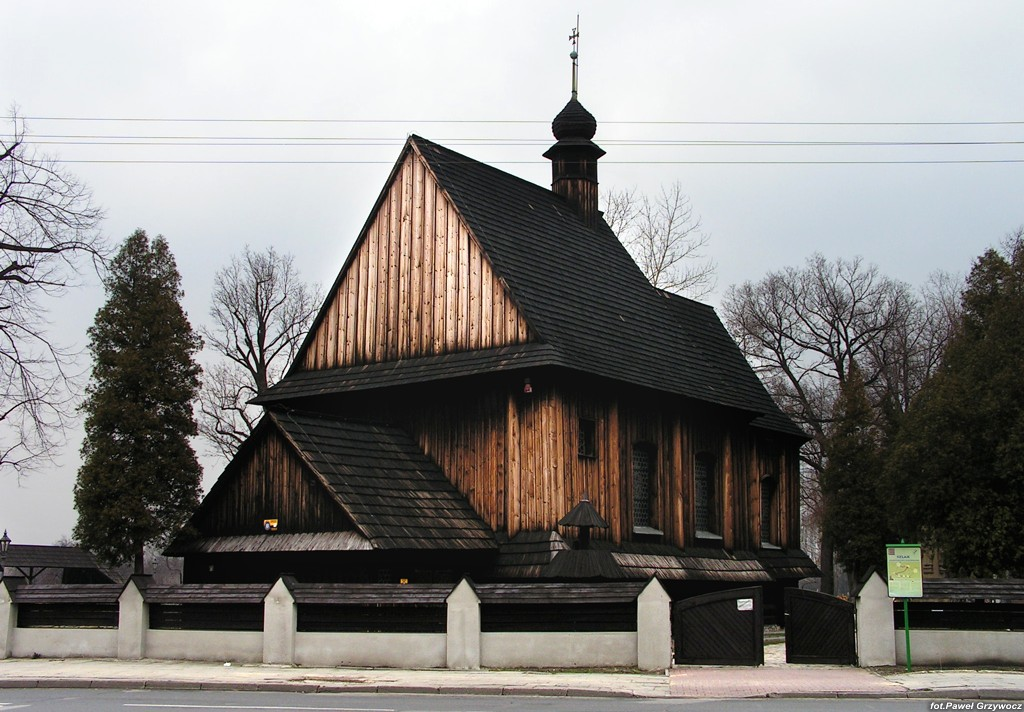
ビェルニの教会
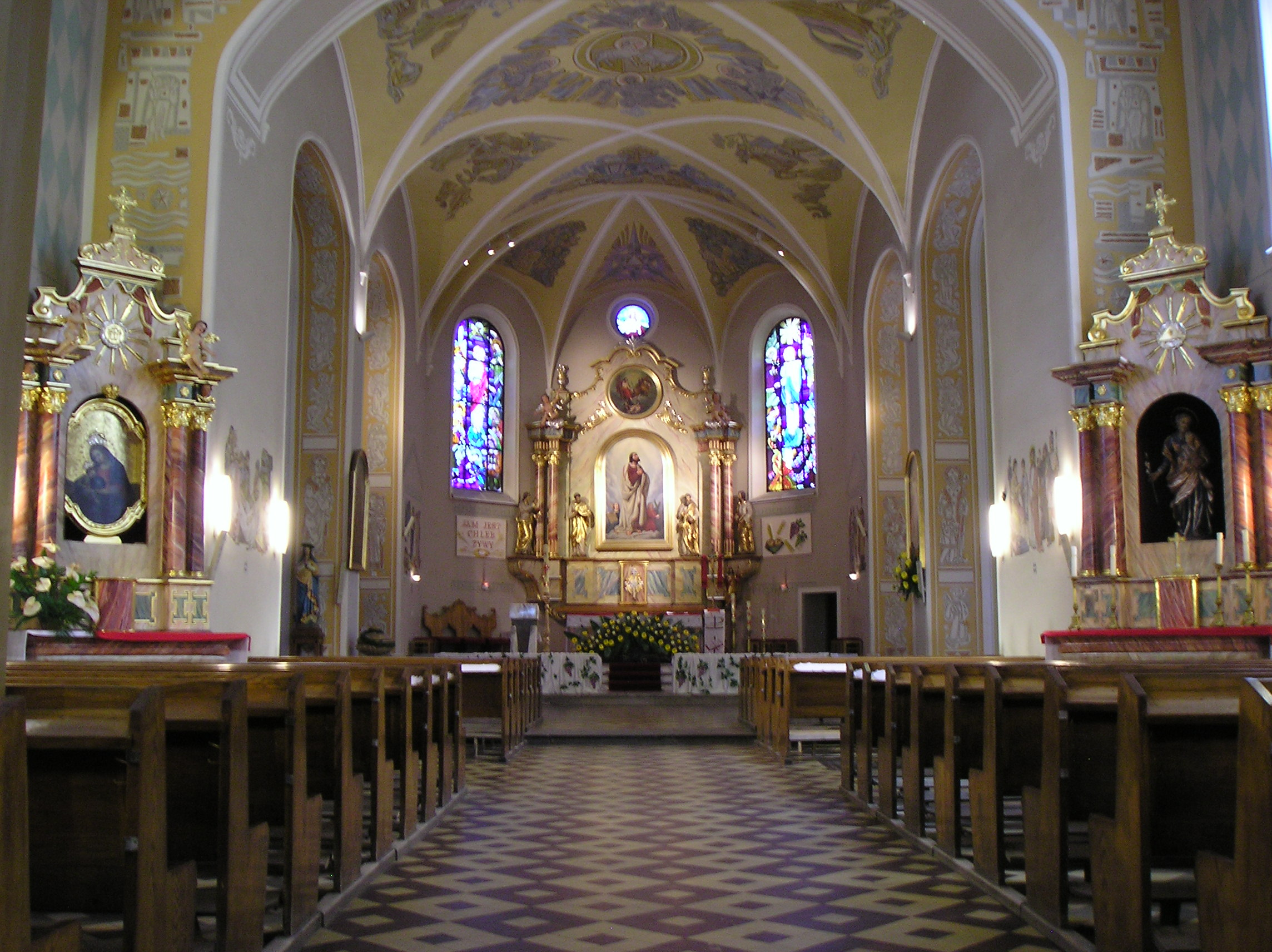
教会内部
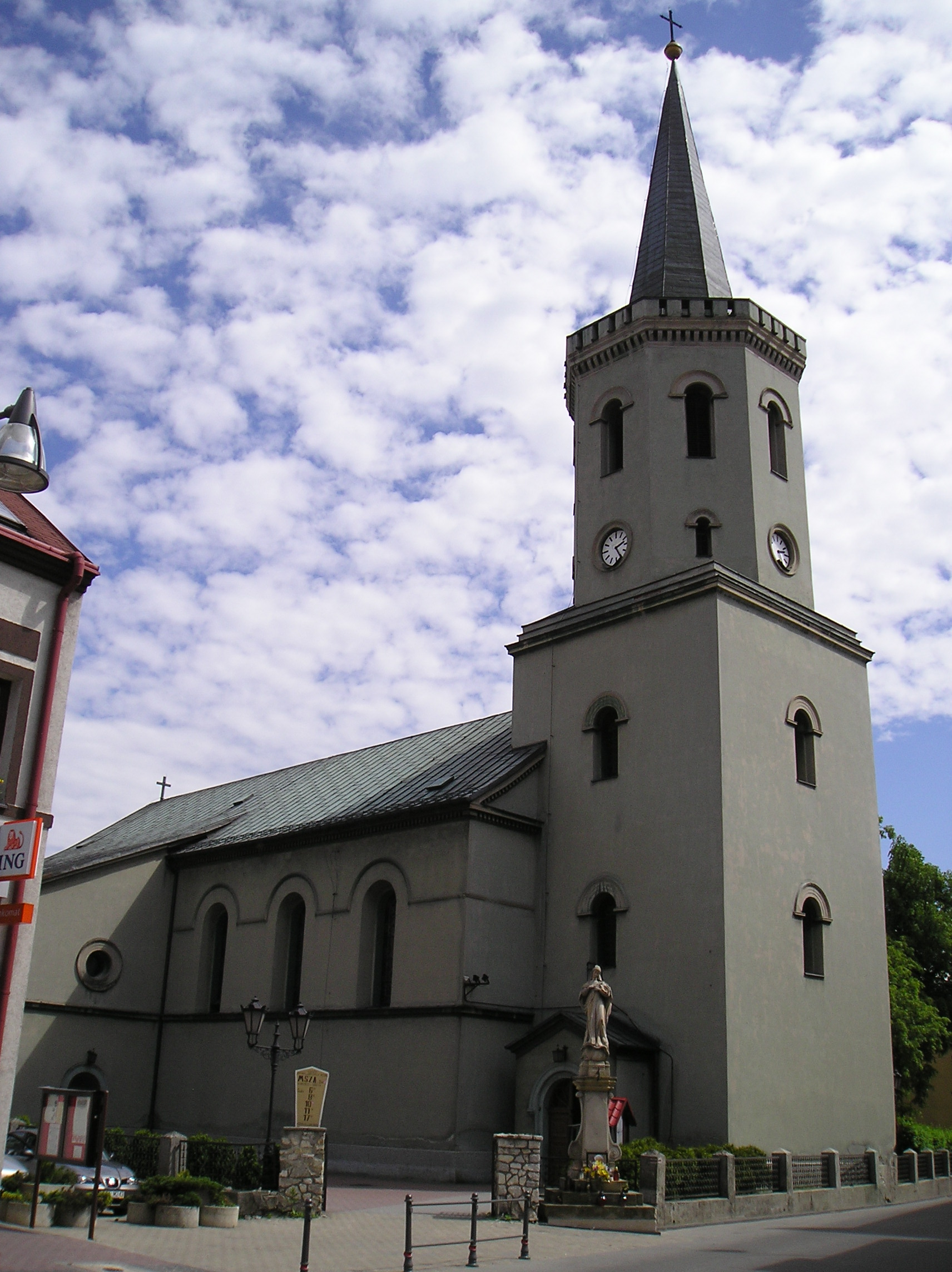
教会の外観
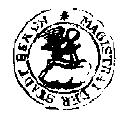
ビェルニのスタンプ